# Brandsbol, Forsnäs en Norra Bråne
Bransbol, Fornäs och Norra Bråne (Zweeds: Brandsbol, Forsnäs och Norra Bråne) is een småort in de gemeente Sunne in het landschap Värmland en de provincie Värmlands län in Zweden.  Een småort is een statistische eenheid in Zweden, vergelijkbaar met een buurtschap. In 2005 telde deze småort 57 inwoners. en een oppervlakte van 35 hectare. Het småort omvat feitelijk drie afzonderlijke plaatsen: Brandsbol, Forsnäs en Norra Bråne.
Brandsbol is vooral bekend vanwege zijn rustige en landelijke omgeving, terwijl Forsnäs en Norra Bråne ook bekend staan om hun natuurlijke schoonheid en nabijheid tot de Zweedse natuur. De småort is gelegen in het prachtige landschap van Värmland, dat bekend staat om zijn bossen, meren en historische bezienswaardigheden.
De regio rondom Bransbol, Fornäs och Norra Bråne biedt uitstekende mogelijkheden voor outdooractiviteiten zoals wandelen, vissen en skiën in de wintermaanden. De kleine gemeenschap geniet van een rustige levensstijl te midden van de natuurlijke schoonheid van Zweden.